# Tratado de Torre de Arciel
El tratado de Torre de Arciel, también denominado tratado de la Torre de Arciel o tratado de Araciel, fue un tratado firmado el 3 de septiembre de 1425 en Torre de Arciel (Reino de Navarra) —o en Araciel, un despoblado cerca de Corella— entre el infante de Aragón don Juan, en representación del rey Juan II de Castilla, y el rey de la Corona de Aragón Alfonso el Magnánimo. El principal acuerdo del mismo fue la puesta en libertad del infante de Aragón don Enrique que estaba encarcelado en el castillo de Mora por orden del rey castellano por su actuación en el golpe de Tordesillas.

## Antecedentes
El 12 de junio de 1423, don Enrique se presentó ante el rey Juan II después de haber recibido garantías personales, pero dos días después el monarca incumplió su palabra y ordenó su detención siendo conducido al castillo de Mora. Avisados de lo que había ocurrido, su esposa y el resto de sus seguidores, entre los que se encontraba el condestable de Castilla Ruy López Dávalos y el adelantado mayor de León Pedro Manrique, pudieron escapar a Aragón. Todos ellos fueron desposeídos de sus bienes y títulos. Los de don Enrique pasaron a su hermano el infante Juan, excepto el maestrazgo de la Orden de Santiago que fue otorgado por el rey de forma provisional a don Gonzalo de Mejía. El título de condestable de Castilla se lo concedió el rey a don Álvaro de Luna, quien así afianzaba su posición dominante en la corte.

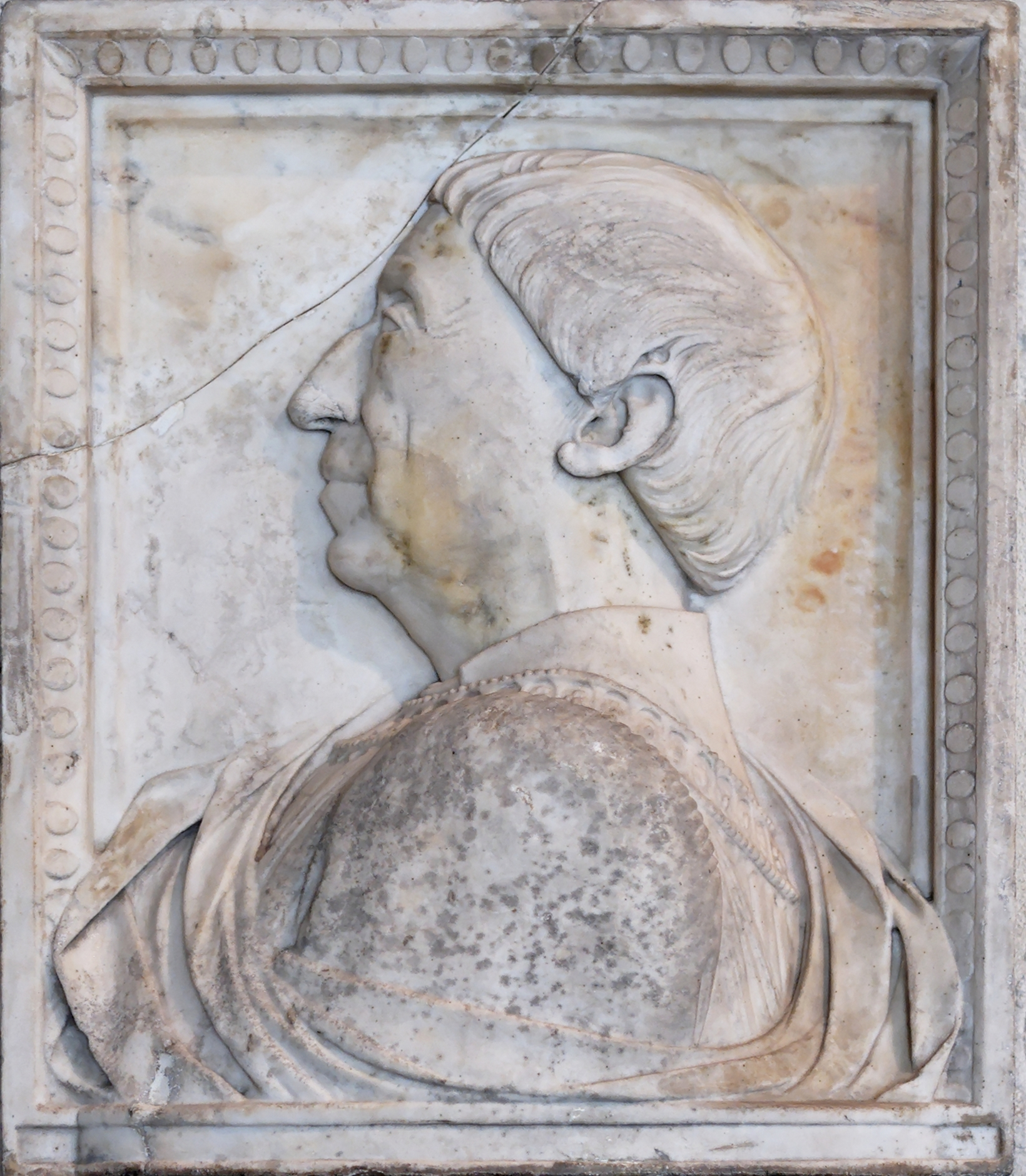
Retrato de Alfonso el Magnánimo, de Mino da Fiesole.

El rey de la Corona de Aragón, Alfonso el Magnánimo, como hermano mayor de los infantes de Aragón, intercedió ante su primo el rey Juan II de Castilla por don Enrique —a unos embajadores que envió el rey Juan II a Nápoles el rey de Aragón les respondió «mostrando sentimiento de la prisión del infante [don Enrique] y excusándolo en algo»— y llegó a pedirle que celebraran una entrevista para «platicar» sobre el asunto, pero el rey castellano le respondió con evasivas y el encuentro entre los dos reyes nunca llegó a celebrarse. La réplica del rey Alfonso fue buscar aliados para la causa del infante don Enrique entre la alta nobleza castellana y reclutar un ejército en Aragón que desplegó en la frontera con Castilla, pues como le dijo a unos embajadores del rey castellano, «todavía era su intención de venir a Castilla e se ver con el rey… e que le convenía ir acompañado de gente de armas, por cuanto cerca del rey estaban personas que le farían todo daño si pudiesen». Esta última frase era una referencia a don Álvaro de Luna, a quien el rey aragonés consideraba como el responsable del encarcelamiento de don Enrique, acusación que apareció en el manifiesto a la nobleza castellana que hizo público en Zaragoza el 4 de junio de 1425. La respuesta del rey de Castilla fue convocar a todos los grandes del reino en Palenzuela para que jurasen que se enfrentarían al rey aragonés si este atravesaba la frontera. Sólo los nobles más adictos al infante don Enrique no acudieron a prestar el juramento. El conflicto entre los reyes de Aragón y de Castilla se resolvió finalmente por la mediación del infante don Juan.

## El tratado
El infante don Juan recibió una carta de su hermano mayor el rey de Aragón Alfonso el Magnánimo para que se reuniera con él para tratar el asunto de la libertad del hermano de ambos, el infante don Enrique. A continuación don Juan consiguió la autorización del rey Juan II para salir de Castilla y negociar un acuerdo con el rey aragonés. Las conversaciones tuvieron lugar en agosto de 1425 en Tarazona, aunque el tratado final se firmó en Torre de Arciel o en Araciel el 3 de septiembre.
Según Jaume Vicens Vives, el acuerdo fue un «triunfo aragonés» pues en él se satisficieron todas las reclamaciones del rey Alfonso el Magnánimo, ya que no solo se acordó la puesta en libertad del infante don Enrique sino que recobró su cargo como maestre de la Orden de Santiago, además de los bienes patrimoniales y rentas que le fueron confiscados tras su detención. Se acordó lo mismo para Pedro Manrique, que recuperó el título de adelantado mayor de León. Por su parte, el infante don Enrique quedaba comprometido a reconocer la preeminencia de su hermano el infante don Juan y a no tomar represalias contra los que se habían opuesto a él durante los sucesos del golpe de Tordesillas.
El 2 de octubre Juan II firmó «de mala gana» el documento que concedía la libertad al infante don Enrique.
Aunque la Crónica de Don Álvaro de Luna atribuye a la buena voluntad de este que se aceptaran los términos del rey de Aragón, el historiador Jaume Vicens Vives afirma que fue mucho más determinante la presencia de un ejército aragonés en Briones, a pocas leguas de la frontera con Castilla.

## Consecuencias
La corte castellana acabó aceptando lo acordado en el tratado y el 10 de octubre de 1425 fue liberado del castillo de Mora el infante don Enrique. Siete días después se reunía con su hermano el infante don Juan en Ágreda sellando su reconciliación (don Juan se había opuesto a él durante los sucesos del golpe de Tordesillas). A continuación, se dirigió a Tarazona donde fue recibido por su hermano el rey de Aragón y la reina María. Allí se reunió también con su esposa Catalina y fue aclamado por sus partidarios y por los magnates y prelados castellanos, aragoneses y catalanes allí congregados. Días más tarde el rey Alfonso el Magnánimo le otorgó al infante don Juan el condado de Ribagorza por los servicios prestados a la familia. Mes y medio antes don Juan se había convertido en rey consorte de Navarra por el fallecimiento el 7 de septiembre del rey Carlos III el Noble.
Tras la firma del tratado, una parte de la alta nobleza castellana se unió en torno a los infantes de Aragón para hacer frente a la posición dominante del condestable don Álvaro de Luna y a su política de reforzamiento de la monarquía castellana. Así acudió a Tarazona el comendador de Otos para, además de felicitar al infante don Enrique por su reciente liberación, llevarle sendas cartas de los maestres de la Orden de Alcántara y de la Orden de Calatrava en las que solicitaban su apoyo y el de su hermano don Juan, rey consorte de Navarra, «contra algunos de quien el rey más fiaba, especialmente contra el condestable don Álvaro de Luna». Esta propuesta fue bien recibida por los infantes y el 4 de noviembre de 1426 se firmaba en Orcilla, un poblado cercano a Medina del Campo, una alianza, a la que más tarde se adherirían otros nobles castellanos, cuyo objetivo era «que en el regimiento del reyno y en el consejo y casa del rey de Castilla no estuviesen ni fuesen empleadas otras personas, sino las que por el rey de Castilla, con consejo y voluntad expresa del rey de Aragón y del rey de Navarra y de los infantes sus hermanos y de aquellos dos grandes [Pedro Manrique y Pedro de Velasco], fuessen puestos». Para presionar al rey Juan II el infante don Enrique volvió a Castilla y movilizó sus huestes desde Ocaña, junto con las de los maestres de Alcántara y de Calatrava, para dirigirse primero a Zamora, donde en aquel momento se encontraba la corte castellana, y luego a Valladolid, donde se instaló en agosto de 1427 junto a su hermano el rey de Navarra que también había cruzado la frontera. Allí se les unieron los grandes castellanos que habían firmado la alianza de Orcilla y todos ellos le exigieron al rey que desterrara de la corte a don Álvaro de Luna. La presión hizo efecto y el 5 de septiembre de 1427 Juan II ordenaba el destierro de don Álvaro y de sus partidarios durante año y medio —en el dictamen de su destierro se decía: «...que el condestable don Álvaro de Luna partiera de Simancas, dentro de tres días, sin ver al Rey, e se fuese a su tierra, e que por año e medio continuo no viniese, ni entrase en la Corte, ni quince leguas alrededor»—. Al día siguiente, el condestable partía para Ayllón. Sin embargo, el destierro solo duraría cinco meses ante las divisiones que surgieron en la facción que encabezaban los infantes de Aragón.